# Jüdischer Friedhof (Stráž nad Nežárkou)

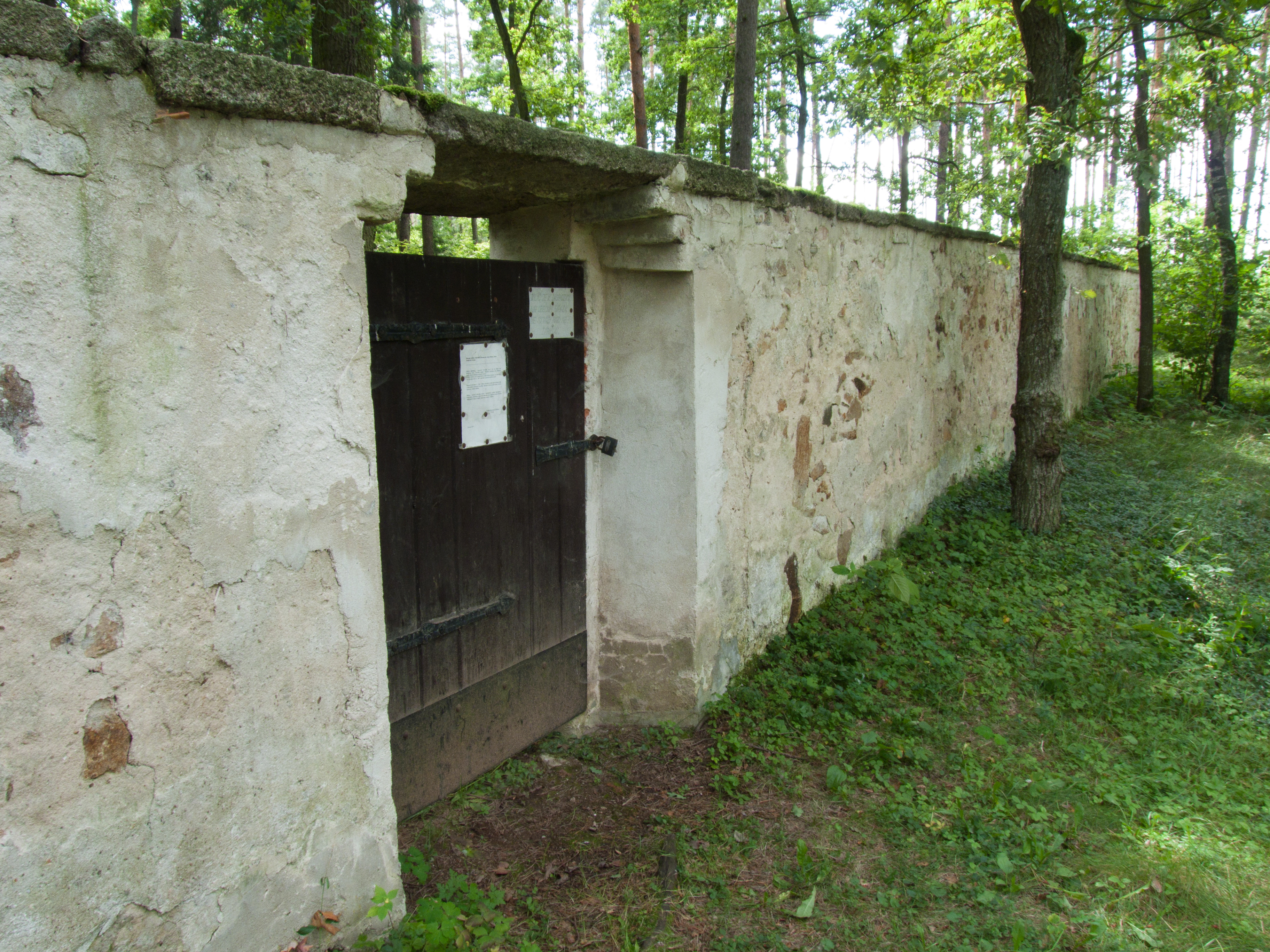
Eingang zum Friedhof

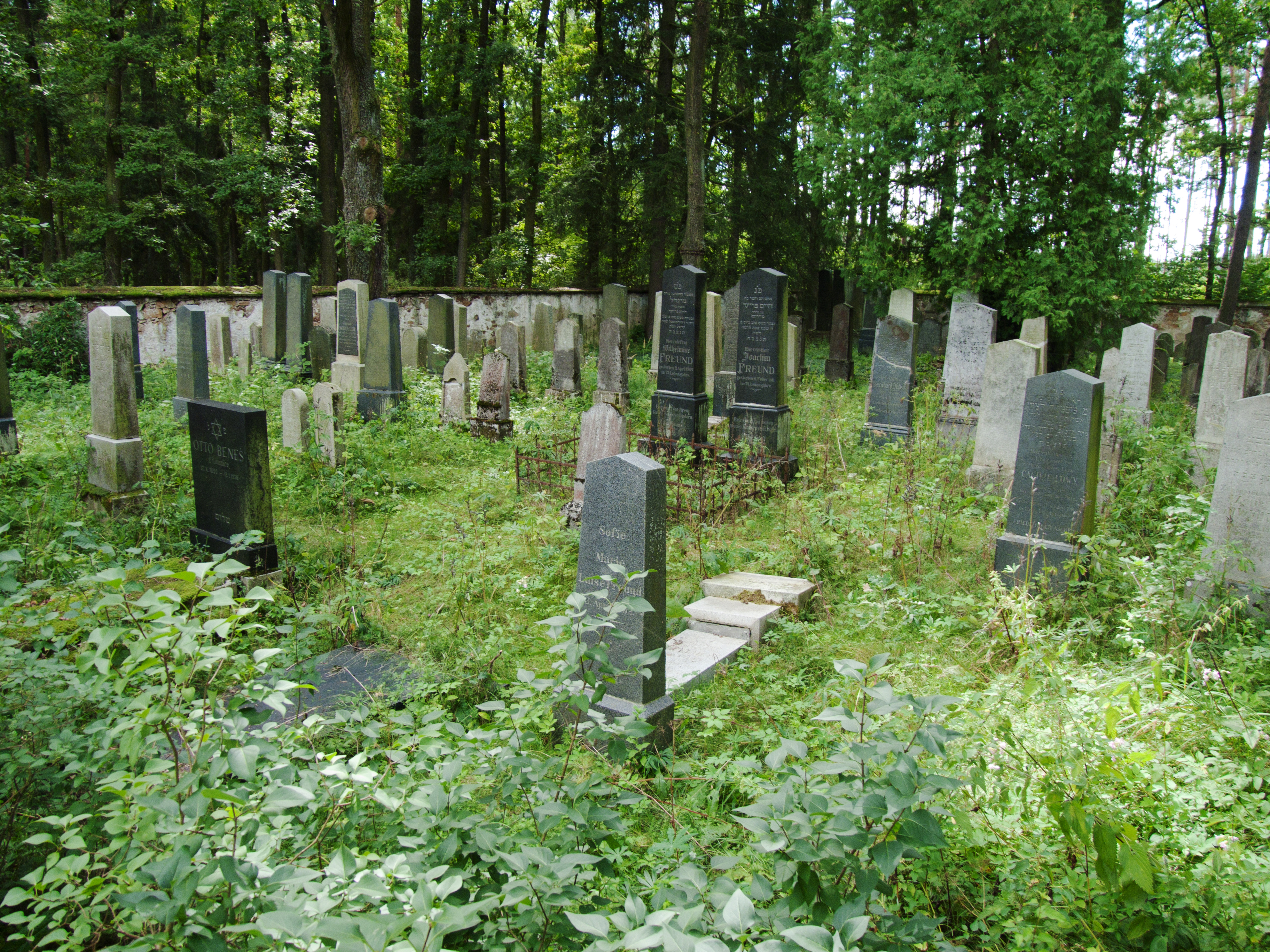
Ansicht

Der Jüdische Friedhof in Stráž nad Nežárkou (deutsch Platz an der Naser), einer tschechischen Stadt im Okres Jindřichův Hradec der Südböhmischen Region, wurde Mitte des 19. Jahrhunderts angelegt.